# 陆美中
陆美中（1510年—？），字汝文，浙江紹興府余姚县人，竈籍，明朝政治人物。

## 生平
嘉靖十三年（1534年）甲午科浙江乡试第三十九名举人，嘉靖二十年（1541年）辛丑科会试第三十一名，三甲五十六名进士。授太湖縣知縣。
陆美中曾于嘉靖三十七年（1558年）接替董士宏任兴化府知府一职，嘉靖三十九年（1560年）由陈瑞龙接任。

## 家族
曾祖陸昶。祖父陸恕。父陸迪。母孫氏。具庆下。兄大中、致中、养中。弟用中、守中。